# Fortunato de Melo
Fortunato de Melo (Coimbra, c. 1797 — Angra do Heroísmo, 18 de Fevereiro de 1853) foi um militar do Exército Português onde atingiu o posto de coronel. Veterano da Guerra Peninsular, serviu no Brasil, em Angola, na Índia, onde se notabilizou pela sua dureza na repressão de alguns motins, e nos Açores, onde faleceu.

## Biografia
Era aluno do curso de Matemática na Universidade de Coimbra quando se iniciaram as Guerras Napoleónicas e ocorreu a primeira invasão de Portugal pelas forças franco-espanholas e se desencadeou a Guerra Peninsular. Abandonou então os estudos, tendo apenas concluído o primeiro ano, e alistou-se no Batalhão Académico, participando em várias acções contra as forças napoleónicas nos anos de 1808 e 1809.
Passou ao Exército em 1809 fez o resto da Guerra Peninsular no Regimento de Cavalaria n.º 11, como alferes. Em 1815 foi promovido a tenente e transferido para a Divisão de Voluntários Reais do Príncipe, com a qual partiu para o Brasil e tomou parte entre 1816 e 1818 nas campanhas da margem oriental do Rio da Prata da Guerra contra Artigas na Província Cisplatina.
No fim de 1818 foi promovido a major e nomeado ajudante de ordens do Governador de Angola, onde permaneceu até 1824. Em 1832 foi enviado pelo governo de D. Miguel para as Pedras Negras, aí cegou de um dos olhos.
Em Maio de 1834 foi promovido a coronel e nomeado governador militar do Estado da Índia, tendo aí um papel relevante nos levantamentos que levaram à deposição do prefeito Bernardo Peres da Silva, agindo com extrema dureza contra as forças afectas ao novo governador, o que levou aos massacres ocorridos no Forte de Gaspar Dias e no Forte de Tiracol.
Foi transferido em 1841 para o exército metropolitano, como coronel, servindo depois no cargo de chefe do Estado-Maior da 3.ª Divisão Militar. Terminou a sua carreira como chefe do Estado-Maior da 10.ª Divisão Militar, nos Açores.

## Obra publicada
- "Memória sobre Angola", Periódico dos Pobres, Lisboa, 17 de Agosto de 1838.